# Hippoglossus hippoglossus
Hippoglossus hippoglossus је зракоперка из реда Pleuronectiformes и фамилије Pleuronectidae.

## Угроженост
Ова врста се сматра угроженом.

## Распрострањење
Ареал врсте Hippoglossus hippoglossus обухвата већи број држава. 
Врста је присутна у Канади, Сједињеним Америчким Државама, Русији, Шведској, Норвешкој, Немачкој, Гренланду, Исланду, Данској, Уједињеном Краљевству, Француској и Холандији.

## Станиште
Врста живи у мору.